# Spatholobus acuminatus
Spatholobus acuminatus är en ärtväxtart som beskrevs av George Bentham. Spatholobus acuminatus ingår i släktet Spatholobus och familjen ärtväxter. Inga underarter finns listade i Catalogue of Life.